# アイキ語
アイキ語は、チャドのマバン語。アイキ語は二つの方言、ルンガ語とキベト語から構成され、 これらは別々の言語であるとみなされるほどに大きく分かれている。キベト(キベイト、キベート、カベンタン)はチャドで話され、一方のルンガ(ルンゴ)はチャドと中央アフリカ共和国の間で分割されている。アイキ(アイキンダン)は中央アフリカ共和国で使用されている名前である。
キベトはダガル(ダゲル、ダッガル)とムル(ムッル、ムロ)の方言がある可能性があるが、これらはあまり知られておらず、ブレンチ(2012)はそれらを個別に挙げている。
アイキが話される地域は、半年の間冠水している。